# Joyce Sikakane
Joyce Nomafa Sikakane, sau này là Sikakane-Rankin (sinh năm 1943), là một nữ nhà báo và nhà hoạt động người Nam Phi. Cô đã bị chính quyền Nam Phi Apartheid giam giữ 17 tháng vì hoạt động chống phân biệt chủng tộc của mình.

## Tiểu sử

### Tuổi thơ và giáo dục ban đầu
Sikakane sinh năm 1943 tại Jonathan Sikakane và Amelia Nxumalo tại Bệnh viện Phụ sản Bridgeman Tưởng niệm ở Johannesburg, Nam Phi. Cô lớn lên ở Soweto, con gái của một giảng viên tại Đại học Witwatersrand. Cô theo học tại Trường tiểu học Holy Cross cho đến khi Quốc hội Châu Phi (ANC) kêu gọi tẩy chay vì Đạo luật Giáo dục Bantu và trường học đã bị đóng cửa. Cha mẹ cô cuối cùng đã ly thân và cô bắt đầu theo học trường nội trú Inanda Seminary. Sikakane tham dự High School Orlando trong một thời gian sau khi mẹ cô đã đạt được giam giữ nhưng sau đó trở lại Inanda Chủng viện, từ đó cô tốt nghiệp vào năm 1963. Cô không muốn ghi danh trong bất kỳ trường đại học ở Nam Phi một lần nữa do sự Bantu Đạo luật giáo dục, thay vào đó cô quyết định trở thành một nhà báo. Sau đó, Sikakane đã lấy được bằng Cử nhân Khoa học danh dự tại Vương quốc Anh tại Đại học Mở.

### Sự nghiệp và hoạt động
Sikakane bắt đầu sự nghiệp của mình vào năm 1960 tại The World, một tờ báo chạy trắng phục vụ khán giả da đen. Năm 1968, cô rời Thế giới cho <i id="mwLg">tờ</i> <i id="mwLw">Rand Daily Mail</i>, nơi cô trở thành người phụ nữ da đen đầu tiên được tờ báo thuê. Tại Rand, Sikakane bắt đầu tập trung vào tác phẩm của mình về tác động của apartheid đối với người châu Phi ở Nam Phi.
Vào ngày 12 tháng 5 năm 1969, Sikakane bị cảnh sát giam giữ theo Đạo luật Khủng bố và bị đưa đến Nhà tù Trung tâm Pretoria, nơi cô bị thẩm vấn về Đại hội Dân tộc Phi (ANC). Cô bị buộc tội theo Đạo luật đàn áp Cộng sản và đứng ra xét xử vào ngày 1 tháng 12 năm 1969 cùng với 21 nhà hoạt động khác. Các cáo buộc đã được rút lại vào ngày 16 tháng 2 năm 1970 nhưng Sikakane và các nhà hoạt động khác đã bị giam giữ ngay sau đó. Sau khoảng 17 tháng bị giam giữ tổng cộng, cô được thả ra vào cuối năm 1970. Cuối cùng, Sikakane rời Nam Phi vào năm 1973 và tiếp tục làm việc cho Đại hội Dân tộc Phi (ANC) khi sống lưu vong.